# Andriy Levtchenko
Pour les articles homonymes, voir Levtchenko.
Andriy Levtchenko (en ukrainien : Андрій Левченко) est un joueur ukrainien de volley-ball né le 1er janvier 1985 à Kharkiv (oblast de Kharkiv, alors en URSS). Il mesure 2,04 m et joue central.

## Clubs
| Club                   | De        | À         |
| ---------------------- | --------- | --------- |
| VK Lokomotiv Kharkiv   | 2004-2005 | 2007-2008 |
| Elvi Kuldiga           | 2008-2009 | 2008-2009 |
| VK Lokomotiv Kharkiv   | 2009-2010 | 2010-2011 |
| Arago de Sète          | 2011-2012 | 2011-2012 |
| VK Chakhtior Salihorsk | 2012-2013 | ...       |

## Palmarès
- Championnat de Biélorussie
  - Finaliste : 2013
- Championnat d'Ukraine (4)
  - Vainqueur : 2005, 2007, 2010, 2011
  - Finaliste : 2008
- Championnat de Lettonie
  - Finaliste : 2009
- Coupe d'Ukraine (5)
  - Vainqueur : 2006, 2007, 2008, 2010, 2011